# Браян Ренделл
Браян Ренделл (нар. 1936р) — британський вчений-інформатик та почесний професор Школи обчислювальної техніки Ньюкаслського університету, Велика Британія. Він спеціалізується на дослідженнях відмовостійкості та надійності програмного забезпечення, а також є відомим авторитетом у ранній історії обчислювального обладнання до 1950 року.

## Біографія
Ренделл працював в English Electric з 1957 по 1964 рік, де він працював над компіляторами . Його робота над ALGOL 60 особливо відома, включаючи розробку компілятора Whetstone для English Electric KDF9, ранньої стекової машини.  У 1964 році він приєднався до IBM, де працював у Дослідницькому центрі Томаса Дж. Вотсона над архітектурами високопродуктивних комп'ютерів, а також над методологією проектування операційних систем . У травні 1969 року він став професором обчислювальної техніки в тодішньому Університеті Ньюкасл-апон-Тайн, де з того часу працює в галузі відмовостійкості та надійності програмного забезпечення.
Він є членом Спеціальної групи інтересів з комп'ютерів, інформації та суспільства (SIGCIS) Товариства історії технологій CIS та членом-засновником редакційної ради журналу IEEE «Аннали історії обчислювальної техніки» . Він є членом Асоціації обчислювальної техніки (2008). У 2011 році його було обрано членом Наукового товариства Уельсу. 
До 1969 року він був членом Робочої групи IFIP 2.1 (WG2.1) з алгоритмічних мов та обчислень Міжнародної федерації з обробки інформації (IFIP),  яка визначала, обслуговувала та підтримувала мови програмування ALGOL 60 та ALGOL 68.  Він також є одним із засновників Робочої групи IFIP WG2.3 з методології програмування та Робочої групи IFIP WG10.4 з надійності та відмовостійкості.
Він одружений (з Ліз, вчителькою французької мови) та має чотирьох дітей. 

## Робота
Основні дослідницькі інтереси Браяна Ренделла зосереджені в галузі інформатики, зокрема, на надійності систем та відмовостійкості. Його інтерес до історії обчислювальної техніки виник, коли він натрапив на майже невідому тоді роботу Персі Ладгейта . Це сталося понад тридцять років тому, коли він готував інавгураційну лекцію, і це призвело до написання ним книги: «Походження комп'ютерів». Це спонукало його до подальшого дослідження машин для розшифровки Colossus воєнного часу. 

### Блетчлі-парк
У 1972 році Ренделл написав прем'єр-міністру Теду Гіту щодо статусу Блетчлі-Парку під час війни та отримав перше в історії визнання існування організації воєнного часу, не кажучи вже про її вплив.    Згодом роль Блетчлі-Парку та його головного відділення в Істкоті у скороченні тривалості Другої світової війни була широко визнана, як і новаторська роль комп'ютера Colossus в історії розвитку обчислювальної техніки.
Ренделл досліджував історію інформатики у Великій Британії, для конференції з історії обчислювальної техніки, яка проходила в Лос-Аламоській національній лабораторії, штат Нью-Мексико, 10–15 червня 1976 року, і отримав дозвіл представити доповідь про розробку COLOSSI під час війни на дослідницькій станції Поштового відділення в Долліс-Гілл (у жовтні 1975 року британський уряд опублікував серію фотографій з підписами з Державного архіву). Інтерес до «відкриттів» у його статті призвів до спеціальної вечірньої зустрічі, на якій Ренделл та Аллен Кумбс відповіли на подальші запитання. У 1977 році Ренделл опублікував статтю «Перший електронний комп’ютер» у кількох журналах. 

### Програмна інженерія
У 1960-х роках Ренделл брав участь у перших конференціях НАТО з розробки програмного забезпечення, присвячених розробці програмного забезпечення, у 1968 році. У той час він працював у IBM над секретним проектом Y. , а потім ACS  проекти суперкомп'ютерів.

### Відмовостійкість програмного забезпечення
Починаючи з 1970-х років, Ренделл «створив проект, який ініціював дослідження можливості відмовостійкості програмного забезпечення та запровадив концепцію блоку відновлення . Наступні важливі розробки включали Newcastle Connection   та прототип розподіленої Secure System»  .

### Північне агентство з інформатики
У 1990-х роках Ренделл «взяв участь у проекті з покращення положень мереж передачі даних на півночі Англії та сприяння їх ефективному використанню всіма секторами громади. Цей проект призвів до створення NiAA. Північного агентства з інформаційних застосувань». Він писав: «Я кілька років був членом Керівної групи NiAA, поки мої спроби делегувати це іншим не принесли плодів! NiAA існувало та працювало з гарним результатом сім років». 

## Генеалогія
Ренделл протягом багатьох років був одним із провідних членів команди волонтерів, відповідальних за GENUKI, веб-портал з генеалогії у Великій Британії та Ірландії. Він веде сторінки, пов'язані з графством Девон, а також транскрибував та зробив доступними онлайн документи, що мають генеалогічне значення.

## Нотатки
1. ↑  The First Electronic Computer by B. Randell in the New Scientist, 10 February 1977 & IBM UK News, 4 March 1967

## Публікації
Ренделл опублікував кілька статей та книг. Вибірка: 
- Randell, Brian; Russell, L. J. (1964). Algol 60 Implementation. London: Academic Press.
- Randell, Brian, ред. (1973). The Origins of Digital Computers: Selected Papers. Springer-Verlag.

Статті
- Randell, Brian (1971). Ludgate's Analytical Machine of 1909. Computer Journal. 14 (3): 317—326. doi:10.1093/comjnl/14.3.317.
- Randell, Brian (1972). Meltzer, B.; Michie, D. (ред.). On Alan Turing and the Origins of Digital Computers. Machine Intelligence. Edinburgh University Press. 7: 3—20.
- Randell, Brian (1979). Software Engineering in 1968. Proceedings of the 4th International Conference on Software Engineering. Munich: 1—10.
- Randell, Brian (1982). From Analytical Engine to Electronic Digital Computer: The Contributions of Ludgate, Torres and Bush. Annals of the History of Computing. 4 (4): 327—341, October. doi:10.1109/MAHC.1982.10042.
- Randell, Brian (1998). Memories of the NATO Software Engineering Conferences. IEEE Annals of the History of Computing. 20 (1): 51—54.